# Wyższa Szkoła Humanistyczno-Ekonomiczna w Brzegu
Wyższa Szkoła Humanistyczno-Ekonomiczna w Brzegu – niepubliczna szkoła wyższa w Brzegu, powstała w 2001 roku jako Wyższa Szkoła Umiejętności Pedagogiczno-Ekonomicznych w Brzegu. Zasadniczym celem uczelni jest umożliwienie wyższego wykształcenia osobom z ziemi brzeskiej, którzy z wielu powodów nie mają szans na podjęcie studiów w takich ośrodkach akademickich jak Wrocław czy Opole. Szkoła kształci studentów na trzech podstawowych kierunkach, zaliczanych do nauk humanistycznych, na studiach stacjonarnych oraz niestacjonarnych. W ramach struktury organizacyjnej uczelni znajduje się 1 wydział, uniwersytet III wieku oraz biblioteka.
Aktualnie zatrudnionych jest 9 pracowników naukowo-dydaktycznych, z czego 3 ze stopniem naukowym profesora oraz na stanowisku profesora zwyczajnego, 1 na stanowisku profesora nadzwyczajnego z habilitacją, 5 na stanowisku adiunkta z tytułem naukowym doktora.

## Władze
- Rektor: prof. zw. dr hab. Krystyna Ferenz
- Prorektor ds. ogólnych:  dr Aleksandra Aszkiełowicz
- Dziekan: dr Bogusława Łuków-Turkowska
- Kanclerz: mgr Stanisław Widocki
- Zastępca Kanclerza: mgr Mateusz Widocki

## Kierunki kształcenia
Aktualnie Wyższa Szkoła Humanistyczno-Ekonomiczna oferuje możliwość kształcenia na trzech kierunkach w ramach studiów pierwszego stopnia (licencjackie, 3-letnie):
- pedagogika
- historia
- filologia (angielska, rosyjska).

Ponadto Uczelnia oferuje również studia podyplomowe dla nauczycieli.

## Uniwersytet III Wieku
Przy Wyższej Szkole Humanistyczno-Ekonomicznej działa od 2004 roku Uniwersytet Trzeciego Wieku, liczący około 60 słuchaczy. Jest to placówka propagująca wśród osób starszych, głównie rencistów i emerytów, wartościowy sposób życia, umożliwiając uzupełnianie czy aktualizowanie wiedzy. Słuchacze nie mają sesji, zaliczeń, ani ocen. To bardziej grupa osób, które nie chcą się czuć samotnie na emeryturze. Poznawanie współczesnych osiągnięć nauki sprzyja bowiem kontaktom towarzyskim oraz włącza do aktywnej pracy na rzecz drugiego człowieka. Uniwersytetem opiekuje się dziekan Wyższej Szkoły Humanistyczno-Ekonomicznej w Brzegu. Organizacyjnie wspiera ją dyrektor Dziennego Domu Pomocy Społecznej Renata Myślińska.

## Biblioteka
Na mocy porozumienia z 17 marca 2009 roku, zawartego między kanclerzem uczelni Stanisławem Widockim a Katarzyną Oćwieją-Grądziel, dyrektor Miejskiej Biblioteki Publicznej im. ks. Ludwika I, funkcję biblioteki uczelnianej pełni wspomniana wyżej biblioteka miejska. Ogólny zasób biblioteki wynosi 48 640 zbiorów, w tym 2347 czasopism oprawnych (stan na koniec kwietnia 2003 roku).

## Koła naukowe
- Studenckie Koło Naukowe
- Koło Strzeleckie - Section 1 ASP
- Informatyczne Koło Naukowe
- Teatralne Koło Naukowe
- Akademicki Klub Turystyczny
- Akademicki Klub Sportowy

## Współpraca
Wyższa Szkoła Humanistyczno-Ekonomiczna w Brzegu współpracuje zarówno z krajowymi jak i zagranicznymi ośrodkami naukowymi do których należą:
- Centre d'Etudes Universitaires de Bourg-en-Bresse
- Uniwersytet Opolski
- Uniwersytet Wrocławski
- Wyższa Szkoła Gospodarki Euroregionalnej im. Alcide De Gasperi w Józefowie
- Mazowiecka Wyższa Szkoła Humanistyczno-Pedagogiczna w Łowiczu
- Wyższa Szkoła Zarządzania i Administracji w Opolu
- I Liceum Ogólnokształcące w Brzegu
- Publiczne Przedszkole nr 6 w Brzegu
- Międzynarodowe Stowarzyszenia Waleologiczne
- Komenda Środowiskowego Hufca Pracy w Brzegu.
- Instytut Rozwoju Edukacji w Katowicach

## Adres
Wyższa Szkoła Humanistyczno-Ekonomiczna w Brzegu
ul. Piastowska 14
49-300 Brzeg
www.wshe.edu.pl (strona internetowa)